# Acanthoclita psimythistes
Acanthoclita psimythistes is een vlinder van de familie van de bladrollers (Tortricidae), van de onderfamilie van de Olethreutinae. De wetenschappelijke naam van deze soort is voor het eerst voorgesteld als Mesotes psimythistes door Alexey Diakonoff in een publicatie uit 1988.
De soort komt voor in Madagaskar.